# Csupalábállatok
A csupalábállatok (Pantopoda) az ízeltlábúak törzsének (Arthropoda), a csáprágósok altörzsének (Chelicerata) egyik osztálya. Nevüket különleges testszerveződésükről kapták: törzsük a lábak számához és hosszúságához képest igen kicsi, így első ránézésre úgy tűnik, mintha csupa lábakat látnánk. Törzsük elérheti a 10 cm-t, míg a lábak akár a 24 cm-t. Kivétel nélkül tengeri élőlények. Mintegy ötszáz fajuk ismert, melyek többsége a parti régió lakója, de ismeretesek mélytengeriek is. Ezek között találjuk a legnagyobb, sokszor – a mélytengeri életmód miatt – vak fajokat. Az úszásra képes fajok a planktonban is megjelennek.

## Paleontológiai adatok
A csupalábállatok rendkívül vékony és épp ezért könnyen széteső kitinváza csak különlegesen kedvező körülmények között fosszilizálódik. Eddig mindössze egyetlen lelőhelyről kerültek elő e csoport maradványai: a németországi alsó devon korú Hunsrück-palából. E példány a Palaeopantopus („ős-csupalábállat”) nevet kapta.